# Квасиця
Квасиця (словен. Kvasica) — поселення в общині Чрномель, Південно-Східна Словенія, Словенія. Висота над рівнем моря: 160,6 м.